# Przemysław Gawrych
Przemysław Gawrych es un deportista polaco que compitió en piragüismo en la modalidad de aguas tranquilas. Ganó dos medallas de bronce en el Campeonato Mundial de Piragüismo: en 2005 en la prueba de K4 1000 m y en 2006 en la prueba de K4 500 m.

## Palmarés internacional
| Campeonato Mundial | Campeonato Mundial | Campeonato Mundial | Campeonato Mundial |
| Año                | Lugar              | Medalla            | Competición        |
| ------------------ | ------------------ | ------------------ | ------------------ |
| 2005               | Zagreb (Croacia)   | Medalla de bronce  | K4 1000 m          |
| 2006               | Szeged (Hungría)   | Medalla de bronce  | K4 500 m           |